# Old Sock
Az Old Sock a brit gitáros-énekes dalszerző Eric Clapton 2013. március 12-én megjelent stúdióalbuma. A nagylemez két új Clapton szerzeményt illetve több olyan feldolgozást tartalmaz, amelyek Clapton kedvenc dalai között vannak. A lemezen vendégművészek is közreműködnek – többek között  Steve Winwood, JJ Cale, Chaka Khan és Paul McCartney.

## Az album dalai
| #   | Cím                            | Szerző(k)                                      | Hangminta | Hossz |
| --- | ------------------------------ | ---------------------------------------------- | --------- | ----- |
| 1.  | Further on Down the Road       | Taj Mahal, Jesse E. Davis                      |           | 5:45  |
| 2.  | Angel                          | JJ Cale                                        |           | 3:54  |
| 3.  | The Folks Who Live On the Hill | Jerome Kern                                    |           | 3:46  |
| 4.  | Gotta Get Over                 | Eric Clapton                                   |           | 4:38  |
| 5.  | Till Your Well Runs Dry        | William Bell                                   |           | 4:42  |
| 6.  | All of Me                      | Gerald Marks, Seymour Simons                   |           | 3:23  |
| 7.  | Born to Lose                   | Ted Daffan                                     |           | 4:04  |
| 8.  | Still Got the Blues            | Gary Moore                                     |           | 5:55  |
| 9.  | Goodnight Irene                | Huddie Ledbetter és John A. Lomax, sr.         |           | 4:23  |
| 10. | Your One and Only Man          | Otis Redding                                   |           | 4:31  |
| 11. | Every Little Thing             | Doyle Bramhall II, Justin Stanley, Nikka Costa |           | 4:35  |
| 12. | Our Love Is Here to Stay       | George Gershwin                                |           | 4:13  |

## Közreműködők
Az alábbi közreműködők segítségével készült az album:
- Eric Clapton  – ének, gitár
- Steve Gadd – dob
- Willie Weeks – basszusgitár
- Chris Stainton – billentyűs hangszerek
- JJ Cale  – gitár, ének az Angel című számban
- Chaka Khan  – háttérvokál a Gotta Get Over című számban
- Steve Winwood  – Hammond-orgona a Still Got the Blues című számban
- Paul McCartney  – basszusgitár, ének az All of Me című számban
- Jim Keltner – dob az Our Love Is Here To Stay című számban

## Fordítás
Ez a szócikk részben vagy egészben  az   Old Sock című angol Wikipédia-szócikk ezen változatának fordításán alapul.  Az eredeti cikk szerkesztőit annak laptörténete sorolja fel. Ez a jelzés csupán a megfogalmazás eredetét és a szerzői jogokat jelzi, nem szolgál a cikkben szereplő információk forrásmegjelöléseként.